# ليزلي ألين
ليزلي ألين (بالإنجليزية: Leslie Allen)‏ (13 سبتمبر 1954 في أستراليا - ) هو لاعب كريكت أسترالي. لعب مع فريق تسمانيا للكريكت.

## وصلات خارجية
- ليزلي ألين على موقع إي آس بي آن كريك إنفو (الإنجليزية)